# جاك ريتشي
جاك ريتشي (بالإنجليزية: Jack Ritchie) (و. 1922 – 1983 م) هو كاتب، وناثر، وروائي أمريكي، ولد في ميلواكي، ويسكنسن، توفي في ميلواكي، ويسكنسن، عن عمر يناهز 61 عاماً، بسبب نوبة قلبية.

## جوائز
حصل على جوائز منها:

جائزة إدغار (1982)

## وصلات خارجية
- جاك ريتشي على موقع IMDb (الإنجليزية)
- جاك ريتشي على موقع ألو سيني (الفرنسية)
- جاك ريتشي على موقع أول موفي (الإنجليزية)
- جاك ريتشي على موقع قاعدة بيانات الفيلم (الإنجليزية)
- جاك ريتشي على موقع كينوبويسك (الروسية)